# Ambert
Ambert /ɑ̃ˈbɛʀ/ è un comune francese di 7 264 abitanti situato nel dipartimento del Puy-de-Dôme nella regione dell'Alvernia-Rodano-Alpi.
La città è famosa per la sua industria casearia ed è considerata il luogo d'origine del popolare Fourme d'Ambert, varietà di formaggio protetta.

## Società

### Evoluzione demografica
Abitanti censiti

## Amministrazione

### Gemellaggi
- Annweiler am Trifels, dal 1988
- Gorgonzola, dal 2002